# Station Porte de Clichy
Station Porte de Clichy is een spoorwegstation aan de spoorlijn Ermont-Eaubonne - Champ-de-Mars. Het ligt in het 17e arrondissement van Parijs.

## Geschiedenis
Het station is op 29 september 1991 geopend.

## Ligging
Het station ligt op kilometerpunt 9,275 van de spoorlijn Ermont-Eaubonne - Champ-de-Mars (nulpunt tussen Invalides en Musée d'Orsay)

## Diensten
Het station wordt aangedaan door treinen van de RER C tussen Pontoise en Massy-Palaiseau of Pont-de-Rungis - Aéroport d'Orly. Sommige treinen hebben in plaats van Pontoise Montigny - Beauchamp als eindpunt, in verband met capaciteitsproblemen.

## Vorig en volgend station
| Richting                            | Vorig station | Lijn  | Volgend station     | Richting                                                |
| ----------------------------------- | ------------- | ----- | ------------------- | ------------------------------------------------------- |
| Pontoise C1 Montigny - Beauchamp C3 | Saint-Ouen    | RER C | Pereire - Levallois | Massy-Palaiseau C2 Pont-de-Rungis - Aéroport d'Orly C12 |